# Адонис туркестанский
Адо́нис туркеста́нский (лат. Adónis turkestánica) — травянистое растение; вид рода Адонис.

## Описание
Высота в начале цветения 10—20 см, а в период созревания плодов — до 70 см.
Растение опушено курчавыми волосками.
Цветки одиночные, 4—6 см в диаметре, околоцветник двойной, правильный. лепестки жёлто-оранжевые, с нижней стороны синеватые. Что характерно для этого вида — у растения одновременно присутствуют только что образовавшиеся бутоны, раскрывшиеся цветки и завязавшиеся семена. Так как каждый побег имеет боковые побеги первого, второго, третьего, а иногда и четвёртого порядков, цветков на одной особи бывает до 250. Вначале цветки появляются на оси первого порядка, затем (по мере роста) — второго, третьего порядка, что растягивает сроки цветения и плодообразования.

## Распространение и экология
Адонис туркестанский произрастает в Средней Азии и Памире, на высоте 2—3 тыс. метров. Эндемик Памиро-Алая. Основной ареал связан с горными системами Гиссаро-Алая.
Адонис туркестанский может образовывать сплошные заросли в арчевниках, розариях и горных степях, наиболее чистые из которых отмечаются на местах бывших стоянок скота.

## Значение и применение
Декоративное растение. Примечательно продолжительным цветением: на одном растении можно встретить одновременно бутоны, цветки и созревающие плоды.

### Лекарственные свойства
Ценное лекарственное растение, по биологической активности близкое горицвету весеннему.
С лечебной целью используется надземная часть растения.
Содержит карденолиды (строфантидин, цимарин, К-строфантин-бета и конваллотоксин), кумарины (скополетин и умбеллиферон), флавоноиды (витексин, ориентин и адонивернин), а также пятиатомный спирт (12), сапонины и каротин.